# Wang Su-bok
Wang Su-bok (koreanisch 왕수복 [waŋsʰubok̚]; geb. 5. März 1917 in Kōtō, P’yŏngan-namdo, Korea unter japanischer Herrschaft; gest. 1. Juni 2003 in Pjöngjang, Nordkorea) war eine Sängerin aus dem Norden Koreas, die 1935 die beliebteste Sängerin im von Japan besetzten Korea war.
Sie wurde als bahnbrechende Künstlerin anerkannt, deren Werk den Weg für das moderne K-Pop-Phänomen ebnete.

## Leben
Wang Su-bok war das Kind einer alleinstehenden Mutter. Sie verließ nach der dritten Klasse die Mädchengrundschule in Myongryun. Danach studierte Wang Su-bok an der Schule für auserwählte Tänzerinnen in Pjöngjang, die auf die Ausbildung von Gisaeng spezialisiert war. Dort wurden Mädchen in Gesang, Tanz, Musik und Kostümierung ausgebildet. Sie schloss die Schule 1931 ab. Ihr Debüt als Gisaeng-Sängerin gab sie 1933. Während der 1930er Jahre war sie in Korea sehr beliebt. Eines von Wangs beliebtesten Liedern war koreanisch 울지 말아요 Ulchi marayo, deutsch ‚Weine nicht‘. Einer der Stile, in denen sie sang, war Kinminyo, ein traditioneller Volksstil. Sie war bei Columbia Records und Polydor unter Vertrag. Andere Sängerinnen, die zur gleichen Zeit populär waren, waren Lee Eun-pa und die Jeogori Sisters.
Im Januar 1934 war Wang in der ersten Live-Radiosendung in koreanischer Sprache von Korea nach Japan zu hören. Die Übertragung wurde von der Japanischen Rundfunkgesellschaft organisiert. Wang wurde vom Kyongsong Broadcasting Orchestra begleitet. 1935 gewann Wang einen vom Medienunternehmen Samcheolli Co. organisierten Beliebtheitswettbewerb für Sängerinnen. Im November desselben Jahres war sie die beliebteste Sängerin in Korea.
Im Jahr 1936, als sie auf dem Höhepunkt ihrer Popularität stand, war Wang als „Königin der Popsongs“ bekannt. Sie zog nach Japan, um westliche Musik zu studieren, und ließ sich zur Mezzosopranistin ausbilden, die hauptsächlich Joseon-Volkslieder im westlichen Gesangsstil sang. In einem damaligen Interview sagte sie: „Ich möchte viele Joseon-Volkslieder singen, so wie Choi Seung-hee den Joseon-Tanz gerettet hat.“ Die Japaner, die Korea kolonisiert hatten, versuchten, die Verwendung der koreanischen Sprache in der Volksmusik zu unterbinden, sodass Wang 1942 ihre musikalische Karriere für einige Zeit unterbrach.
1953 nahm sie ihre Gesangskarriere bei der Central Radio Broadcasting Commission wieder auf und wurde 1955 Sängerin beim Nationalen Sinfonieorchester Nordkoreas.

## Auszeichnungen
Im Jahr 1959 wurde Wang der Titel „Verdiente Schauspielerin der Demokratischen Volksrepublik Korea“ verliehen.
Zu ihrem 60. Geburtstag im Jahr 1977 erhielt Wang von Nordkoreas Staatspräsident Kim Il-sung ein Geburtstagsgeschenk. Zu ihrem 80. Geburtstag im Jahr 1997 schickte ihr Nordkoreas Staatsoberhaupt Kim Jong-il ebenfalls ein Geburtstagsgeschenk.
Wang Su-bok wurde auf dem Friedhof der patriotischen Märtyrer (koreanisch 애국렬사릉) in Pjöngjang beigesetzt.

## Vermächtnis
Wang Su-bok wurde in einem Buch und einer Ausstellung von Choi Kyu-sung mit dem Titel „Ahnfrauen der Girlgroups“ vorgestellt, in dem die Frauen beschrieben wurden, die zu den ersten Sängerinnen Koreas gehörten und die Popularität der K-Pop-Girlgroups im Land einläuteten.

## Persönliches
Wang war eine Liebhaberin des Schriftstellers Lee Hyo-seok (koreanisch 이효석), den sie im Kaffeehaus ihrer Schwester in Pjöngjang kennengelernt hatte. Sie war bei seinem Tod 1942 bei ihm. Später heiratete sie den Wirtschaftswissenschaftler Kim Kwang-jin, der wiederum ein ehemaliger Liebhaber der Dichterin Noh Cheon-myeong (koreanisch 노천명) war. Als Kim sich für Nordkorea und gegen Südkorea entschied, blieb sie bei ihm und ließ sich in Pjöngjang nieder.